# Tamalcuatitla, Yahualica
Tamalcuatitla är en ort i Mexiko.   Den ligger i kommunen Yahualica och delstaten Hidalgo, i den sydöstra delen av landet, 180 km norr om huvudstaden Mexico City. Tamalcuatitla ligger 441 meter över havet och antalet invånare är 420.
Terrängen runt Tamalcuatitla är kuperad. Runt Tamalcuatitla är det ganska tätbefolkat, med 100 invånare per kvadratkilometer. Närmaste större samhälle är Xochiatipan de Castillo, 12,3 km sydost om Tamalcuatitla. I omgivningarna runt Tamalcuatitla växer huvudsakligen savannskog.